# Sånger till Lammets lof (1877)
Sånger till Lammets lof är en ofta citerad psalmsångsutgivning av Sankeys Sacred Songs från 1873 översatt från engelska till svenska. Flera översättningar gjordes av Sankeys sånger, både som enskilda trycksaker eller som Teodor Trued Truvés samling Andliga sånger, sjungna af Ira D. Sankey. Men de översättningar som blev mest populära var de vars texter översattes av Erik Nyström från 1875. Till år 1877 hade han översatt de första sex häftena, vilka gavs ut i en inbunden gottköpsupplaga med 176 sånger i nummerföljd. Varje psalm hade en egen titel och boken har ingen gruppering av sångerna efter karaktär. Ytterligare häften gavs sedan ut, men blandades då upp mer och mer med andra författares texter trots att de fortsatte att omtalas som "Sankeys sånger".

## Utgivningen
- Första häftet 1875 med 28 sånger
- Andra häftet 1875 med nr 29-58
- Tredje häftet 1875 med nr 59-85 innehöll redan då sånger av andra författare
- Fjärde häftet 1876 med nr 86-112
- Femte häftet 1876 med nr 113-139
- Sjätte häftet 1877 med nr 140-176
- Sjunde häftet 1878 med nr 177-206
- Åttonde häftet 1878 med nr 207-236
- Nionde häftet 1881 med nr 237-262
- Tionde häftet 1886 med nr 263-292

Psalmbokens hela titel 1877 är Sånger till Lammets lof. Sånger sjungna af Ira D. Sankey. Någon uppgift om textförfattare, kompositör eller melodi finns inte. Däremot finns en referens till ett bibelord före varje sång. Utöver ett (nästan) alfabetiskt ordnat register över sångerna innehåller den här redovisade upplagan, från 1877, ett annonsblad för bokförläggare Lundholms övriga utgivning. Här återges den alfabetiskt ordnade innehållsförteckning av sångerna med psalmnummer, då den anger första versens inledningstext istället för sångtiteln. Sångboken är tryckt i frakturstil och med äldre stavning.

## Innehåll
Numren före titlarna anger sångernas nummer i psalmboken

### Första häftet 1875
- 1 Skynda till Jesus, Frälsaren kär Finns på Wikisource.
- 2 Jag wet en port som öppen står Finns på Wikisource.
- 3 Jag är så glad, att mig Gud håller kär Finns på Wikisource.
- 4 Trygg i min Jesu armar
- 5 Gräf ned det bekymmer
- 6 Upp! kamrater, se banéret
- 7 Till det härliga land ofwan skyn Finns på Wikisource.
- 8 Då i wester solen bredde
- 9 Håll dig fast wid ordets grund
- 10 Hur ljuft han kallar mig
- 11 Skulden är gäldad, segern är wunnen
- 12 Låt osz samla upp det folken
- 13 Kom hem, kom hem! du förtwiflade bröst
- 14 Se, hur det lyser, sjöman
- 15 Än wi gå och "ute wandra"
- 16 Hör hur Jesu stämma ljuder
- 17 Klappande, klappande, hwem är der Finns på Wikisource.
- 18 När han kommer, när han kommer Finns på Wikisource.
- 19 Hvi hastar denna skaran, säg
- 20 I nöd och i fara är Herren oss när
- 21 Wi få mötas i Eden en gång Finns på Wikisource.
- 22 Jag wet ej den stund
- 23 En blick på den korsfäste Finns på Wikisource.
- 24 Fast jag genom mörka dalen måste gå
- 25 Gud ske lof Guds barn jag är
- 26 Ewigt strålar Fadrens kärlek Finns på Wikisource.
- 27 Än en dag för min Jesus
- 28 Än fins det rum!

### Andra häftet 1875
- 28Mall:Division En morgon utan synd jag wakna får, även nummer 121 Finns på Wikisource.
- 29 Hwar och en som hör
- 30 O att få hemma wara
- 31 Stå upp, stå upp för Jesus Finns på Wikisource.
- 32 Gå i dag i min wingård
- 33 Ibland englars här är fröjd
- 34 Fast blott en ringa fridsman
- 35 Jag gick med allt till Jesus
- 36 Ack saliga hem hos wår Gud Finns på Wikisource.
- 37 O, djup af barmhertighet
- 38 Nästan en kristen Finns på Wikisource.
- 39 Ack endast löf! Finns på Wikisource.
- 40 Ack Jesu! jag längtar att helt blifwa din nr 40
- 41 Nu har den fröjd jag funnit
- 42 Rädda de döende Finns på Wikisource.
- 43 Så högt har Gud wårt slägte kärt
- 44 Ring i himlens klockor Finns på Wikisource.
- 45 Jag trälade länge i mörker och grus
- 46 I gästabudssalen gick synderskan fram
- 47 Sår du din säd i den klara dag
- 48 Det war de nittionio gömda wäl Finns på Wikisource.
- 49 Pris ware dig, o Jesu god
- 50 Den store läkaren är här Finns på Wikisource.
- 51 Jag hör min Jesu röst
- 52 Jag har hunnit den hamn
- 53 Jag till korset smyger fram
- 54 Hwilka äro desse som vid flodens strand
- 55 O låt mig swinga upp i tron
- 56 För mig till den klippan höga
- 57 Jesu kär, gå ej förbi mig Finns på Wikisource.
- 58 Kom du som trycks af synd och skuld

### Tredje häftet 1875
- 59 Min wäg är mörk, o fader
- 60 Det gamla kära ordet
- 61 Gud, jag hör hur torra länder Finns på Wikisource.
- 62 Har du till din fader gått?
- 63 Det flöt en gång från korsets stam
- 64 Pris ware dig, o Jesu huld Finns på Wikisource.
- 65 Du mig och min börda
- 66 Skall du komma till det rum
- 67 Din fader hvem är honom lik
- 68 Lilla Emma på sin dödsbädd
- 69 Min herde kär, Jehowa är
- 70 Jesus, Immanuel
- 71 O nu will jag fröjdfullt sjunga
- 72 Nu will jag sjunga om moderswingen
- 73 O du Guds lam
- 74 I nordanland, på isad strand
- 75 Eja, mitt hjerta rätt innerlig
- 76 Se, Guds lam som hafwer tagit
- 77 När på det blodbestänkta kors
- 78 Intet, hwarken smått ell' stort
- 79 Stige nu mot himlens höjd
- 80 O, hör och lef
- 81 Hur ofta, när jag skriat högt
- 82 På den wäg jag sjelf ej wiszte
- 83 En nyårsgåfwa eger jag
- 84 Fröjdens Herranom all werlden
- 85 Sant, att fallet öfwerwäger

### Fjärde häftet 1876
- 86 Hwar stund jag dig behöfwer
- 87 Jag wet ett land ett härligt land Finns på Wikisource.
- 88 Gode herde, led och bär osz Finns på Wikisource.
- 89 Skola wi wäl alla mötas Finns på Wikisource.
- 90 Mer helighet gif mig Finns på Wikisource.
- 91 Han leder mig! hwad himmelsk tröst
- 92 Så din strid du kämpat ut
- 93 Hör ett rop från Macedonien
- 94 I skördemän på fältet
- 95 Din kärlek högre än all kunskap är
- 96 Med wåra lampor redo
- 97 Wildt stormen tjöt kring torftigt hus
- 98 Farwäl dyre wänner
- 99 Wi wandra till Kanaan med sång
- 100 Ack göt min frälsare sitt blod Finns på Wikisource.
- 101 Hör från alla nejder skalla
- 102 Sorgsna själ eho du är
- 103 Gå i din ungdoms dagar
- 104 Snart wi mötas få hos Herren
- 105 Ej än mitt barn
- 106 Wid Jesu kors det dyra
- 107 Hör ifrån höjden fröjdebud
- 108 Jag tänker så gerna på himlens land
- 109 O, hur ljuft att gemensamt med syskonkretsen
- 110 Utaf Gud är det lofwadt
- 111 Tätt wid korset Jesu kär Finns på Wikisource.
- 112 Till fridens hem Jerusalem

### Femte häftet 1876
- 113 Der står inför tronen af helgon en sky
- 114 Till ditt hjerta saligt sluten
- 115 Midt i synden tro på Jesus
- 116 Det goda, som jag göra bort
- 117 Det blir en Julhelg glad
- 118 Han är uppstånden!
- 119 Wi äro Guds fria barn
- 120 Ett barn har osz af Herrens nåd
- 121 En morgon utan synd jag wakna får, även nummer 28Mall:Division Finns på Wikisource.
- 122 Den till mig kommer, Jesus sagt
- 123 Skön är sommaren i norden
- 124 Måste ock af törnen wara
- 125 I Gud min kropp och min ande
- 126 Jesus är det namn som klingar
- 127 Jesus har mig liten kär
- 128 Jesus det lefwande watten ger
- 129 Lofwa Herren, min själ Finns på Wikisource.
- 130 Kom, du nådens källa rika
- 131 O, min själ war nu glad!
- 132 "Liten tid" — o dröje kwar
- 133 Den Sonen hafwer, hafwer lifwet Finns på Wikisource.
- 134 O, hur säll den själ må skattas
- 135 Jag will sjunga, o Jesu
- 136 Hwarhelst jag i werlden går fram
- 137 Den trognes död hur ljuf och blid
- 138 O du som göt ditt blod för mig
- 139 Har du sett hur träden falla

### Sjätte häftet 1877
- 140 Tänk en sådan wän som Jesus Finns på Wikisource.
- 141 Jag låg i synden död en gång
- 142 Låt mig sjunga en sång
- 143 Hela wägen går han med mig Finns på Wikisource.
- 144 Helge ande du som är
- 145 Ack, att jag intet vore
- 146 Det enda ljus som är osz
- 147 Låt synden ej råda Finns på Wikisource.
- 148 O, skynda till frälsaren
- 149 Godt nytt år! Ja det blir godt
- 150 Der utanför en dag
- 151 Jag wid flodens strand förbidar
- 152 De trognas syskonband
- 153 Lef för Jesus Finns på Wikisource.
- 154 O sälla dag, då jag till slut
- 155 Min själ war på din wakt
- 156 Se på Jesus trötta själ
- 157 Du som af kärlek dog
- 158 Jagade långt ut i marken i hop
- 159 Jesu, låt mig hwila ut
- 160 Gud, gif mig nåd att stå i tron
- 161 Hör fadrens röst i dag
- 162 O, jag wet om ett ljufligt land
- 163 O, bönestund för mig så kär
- 164 Snart min aftonklocka slår
- 165 O, sök ej samla dig skatter här
- 166 Från jordens mörker och från tidens twång Finns på Wikisource.
- 167 O, skynda till Jesus!
- 168 Werka, ty natten kommer
- 169 Säg mig, hwart går du, o broder
- 170 O, trösten, trösten nu mitt folk
- 171 Jag göt mitt blod för dig Finns på Wikisource.
- 172 Hur ljufligt klingar Jesu namn Finns på Wikisource.
- 173 När wi till bönen wilja gå
- 174 För Herrens majestär i höjd
- 175 Från hwarje storm som kring osz gnyr
- 176 Än är det rum! För fullt hans hus ej är

### Sjunde häftet 1878
- 177 Kom, du fattige och sjuke,
- 178 Tag det namnet Jesus med dig
- 179 Låt mig i tron dig se
- 180 Lyft upp din hand till Jesus
- 181 Djup af nåd, förunderlig!
- 182 Det stundar snart – det stora jubelåret
- 183 Framåt blott, du Kristi stridsman
- 184 Milde fader, fräls mig du
- 185 Min sång skall bli om Jesus
- 186 Jag är din, o Gud
- 187 Ser du Daniel, som faller neder

### Fotnoter
1. ↑  ”Sånger till lammets lof” (på engelska). Worldcat. 11 mars 1877. https://www.worldcat.org/title/sanger-till-lammets-lof/oclc/214077115&referer=brief_results. Läst 17 oktober 2017.